# Eugénie de Guérin

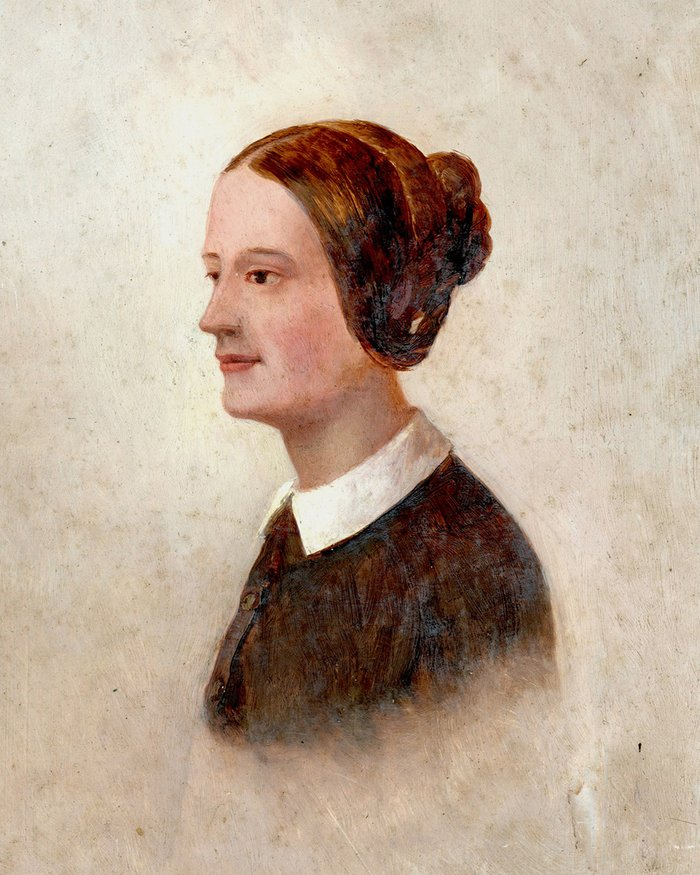
Portrait d'Eugénie de Guérin, Zeichnung von Arsène Pelegry, Sammlung des Schlossmuseums Le Cayla (Musée Eugénie et Maurice de Guérin)

Eugénie Henriette Augustine de Guérin (* 29. Januar 1805 im Château du Cayla, Andillac; † 31. Mai 1848 ebenda) war eine französische Briefeschreiberin (femme de lettres) und Dichterin. Sie war die ältere Schwester des Dichters Maurice de Guérin, mit dem sie einen regen Briefwechsel unterhielt.

## Leben
Die Familie Guérin waren eine Vicomte-Familie aus dem Albigeois und stammten aus der Auvergne. Eugénie war das zweite von vier Kindern von Joseph de Guérin und Gertrude de Fontanilles. Sie hatte eine Schwester (Marie, * 1806) und zwei Brüder (Erembert, * 1803, und Maurice, * 1810).
Ab 1834 begann sie, ein Tagebuch für ihren Bruder zu schreiben, und notierte ihre Eindrücke, ihre Lektüre und das Alltagsleben einer jungen Frau in der ersten Hälfte des 19. Jahrhunderts. Ihr Denken ist stark christlich und fromm geprägt, insbesondere durch das 
zu dieser Zeit viel gelesene Frömmigkeitswerk L'Imitation de Jésus-Christ. So sehr, dass Jules Amédée Barbey d’Aurevilly, ein Freund der Familie Guérin, in einem Brief an Guillaume-Stanislas Trébutien vom 25. August 1854 schreiben konnte: Le Journal d'Eugénie, c'est l'Imitation qui a passé par le cœur de la femme. (Das Tagebuch von Eugénie, das ist die Nacherzählung [von L'Imitation de Jésus-Christ], nachdem es durch das Herz einer Frau gegangen ist.) Sie beendete das Tagebuch 1841. 

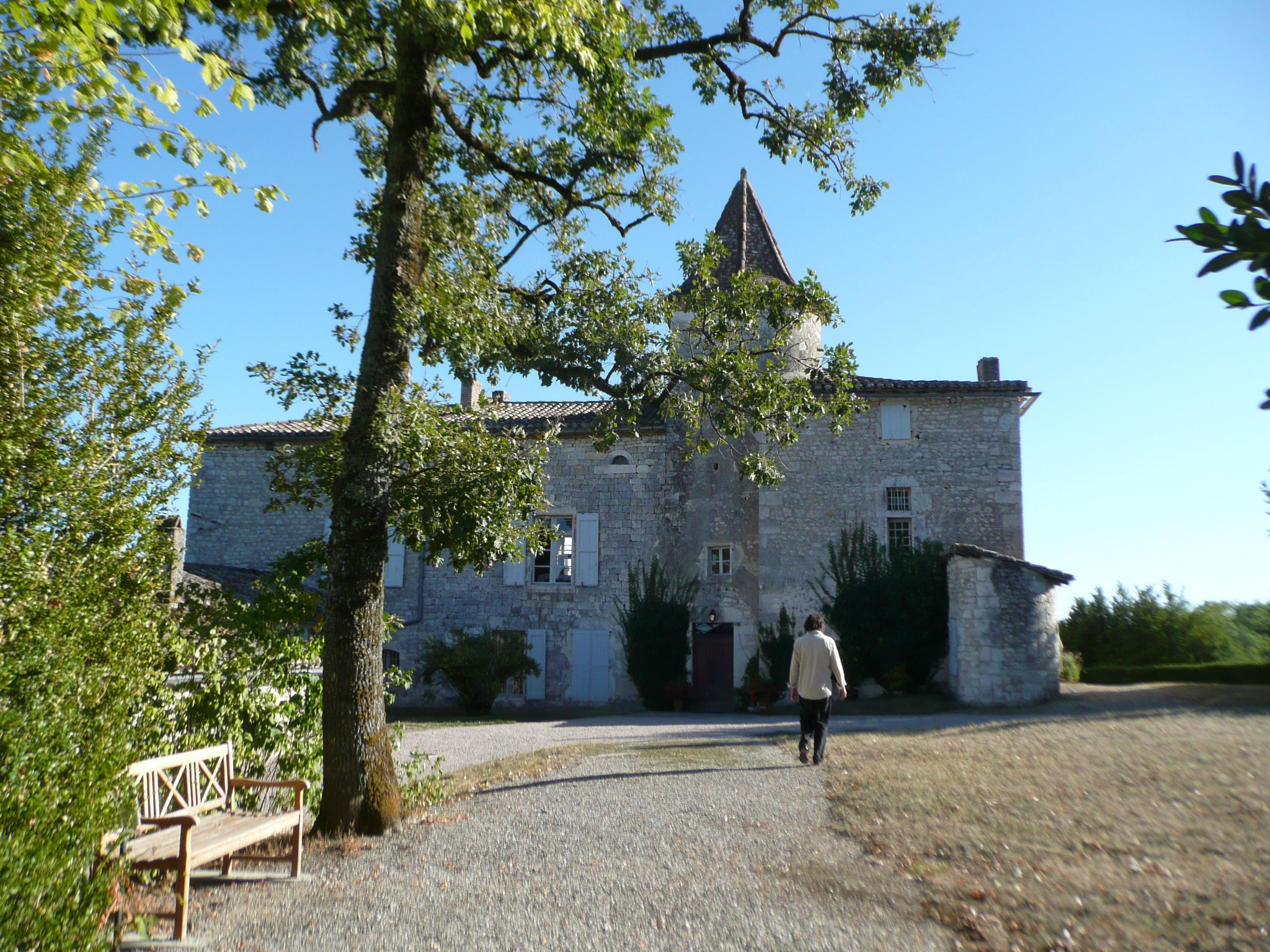
Schlossmuseum Le Cayla (2009)

Eugénie de Guérin verließ ihren Geburtsort selten, außer für kurze Aufenthalte in den umliegenden Städten wie Albi, Gaillac oder Toulouse. Im November 1838 reiste sie anlässlich der Hochzeit ihres Bruders Maurice mit Caroline de Gervain nach Paris. Dort blieb sie sechs Monate und wohnte bei dem Ehepaar und bei einer  Madame de Maistre. Als sie im Juli 1839 nach Château du Cayla zurückkehrte, musste sie elf Tage später den Tod ihres Bruders miterleben, was ein einschneidendes Erlebnis für sie war. In ihrem Tagebuch schrieb sie am 30. September 1839:
Je voudrais que le ciel fût tout tendu de noir,

Et qu'un bois de cyprès vînt à couvrir la terre;

Que le jour ne fût plus qu'un soir.
Ich wünschte, der Himmel wäre ganz in Schwarz gehüllt,

Und dass ein Zypressenwald die Erde bedecken würde;

Dass der Tag nur noch ein Abend sei. 
Sie erholte sich nie von diesem Verlust und war auch zum Zeitpunkt ihres Todes neun Jahre später noch untröstlich.

## Werke
Eine fragmentarische Ausgabe ihrer Werke wurde im Dezember 1855 dank Trébutien und Barbey d'Aurevilly unter dem Titel Reliquae veröffentlicht. Derselbe Trébutien gab auch ihr Tagebuch (1862) und ihre Briefe (1864) heraus. Im Jahr 1934 wurde auf Initiative von Émile Barthès der vollständige Text des Tagebuchs veröffentlicht.
- Reliquae. Hrsg.: Jules Amédée Barbey d’Aurevilly und Guillaume-Stanislas Trébutien. A. Hardel, Caen 1855 (bnf.fr).
- Eugénie de Guérin; journal et fragments, publies avec l'assentiment de sa famille. Hrsg.: Guillaume-Stanislas Trébutien. Didier, Paris 1862 (archive.org).
- Lettres d'Eugènie de Guérin : publiées avec l'assentiment de sa famille. Hrsg.: Guillaume-Stanislas Trébutien. V. Lecoffre, Paris 1864 (archive.org).
- Journal; avec un bois d'Henri Martin... ; texte complet, précédé d'une Lettre aux lecteurs et suivi d'une table analytique. Hrsg.: Émile Barthès. J. Gabalda, Paris 1934 (bnf.fr).

Einzelne Gedichte sind online verfügbar: 
- L'Ange joujou,
- Baiser d’enfant
- Ma Lyre
- Litanies de la tristesse
- Que mon désert est grand !.